# Emmesomyia koreana
Emmesomyia koreana este o specie de muște din genul Emmesomyia, familia Anthomyiidae, descrisă de Kae Kyoung Kwon și Suh în anul 1982. Conform Catalogue of Life specia Emmesomyia koreana nu are subspecii cunoscute.